# Protelater nigricans
Protelater nigricans là một loài bọ cánh cứng trong họ Elateridae. Loài này được Sharp miêu tả khoa học năm 1881.